# Herakliusz II

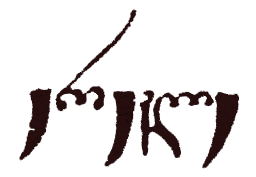
Podpis Herakliusza II

Herakliusz II (ur. 7 listopada 1720 w Telawi, zm. 1 stycznia 1798 tamże) – gruziński król rządzący Kachetią w latach 1744-1762, oraz Kartlią i Kachetią w latach 1762–1798. Pochodził z dynastii Bagratydów.
Urodził się jako syn Tejmuraza II, króla Kachetii, i jego żony - Tamary, córki Wachtanga VI, króla Kartlii. W czasie jego dzieciństwa i młodości Kachetia była okupowana przez Turków оsmańskich. Potem zostali oni wygnani z Gruzji przez Nadera, szacha Iranu, podczas jego dwóch zwycięskich kampanii w 1734 i 1735. W 1783 Herakliusz przyjął na mocy traktatu gieorgijewskiego protektorat Rosji.

## Małżeństwa i potomstwo
Herakliusz był żonaty trzy razy. Po raz pierwszy w 1738 poślubił księżniczkę Ketewan Orbeliani (zm. 1750), ale już w 1744 rozwiódł się z nią. Rok później ożenił się z księżniczką Anną Abaszydze (1730–1749). Po jej śmierci, Herakliusz poślubił Daredżan Dadiani (1738–1807). Herakliusz miał 13 synów i 10 córek.

### Synowie
- Wachtang (1738–1756),
- Solomon (zm. 1765),
- Jerzy XII (1746–1800),
- Lewan (1756–1781),
- Jolon (1760–1816),
- Wachtang (1761–1814),
- Teimuraz (1762–1827), Katolikos-Patriarcha Gruzji w latach 1788–1811, pod imieniem Antoni II[1]
- Mirian (1767–1834),
- Soslan-Dawit (zm. ok. 1767),
- Aleksander (1770–1844),
- Arczil (zm. ok. 1771),
- Luarsab (ur. 1772 i zmarły młodo),
- Parnaoz (1777–1852).

### Córki
- Rusudan (ur. przed 1744 i zmarła młodo),
- Tamara (1747–1786),
- Mariam (ur. ok. 1750–1829),
- Helena (1753–1786),
- Zofia (ur. ok. 1756 i zmarła młodo),
- Salome (ur. ok. 1761 i zmarła młodo),
- Anastazja (1763–1838),
- Ketewan (1764–1840),
- Tekla (1775–1846),
- Katarzyna (1776–1818)